# Дербеке
Дербеке (якут. Дэрбэкэ) — река в России, протекает в Якутии, левый приток Адычи (бассейн Яны). Длина — 389 км, площадь водосборного бассейна — 14 100 км².

## Гидрография
Берёт начало на восточном склоне Хунхадинского хребта, в скальном ущелье. Уклон реки здесь 30,7 ‰. В среднем течении выходит на широкую (до 2 км) долину, уклон уменьшается до 6,8 ‰. Дно галечное с крупными обломками горных пород, русло изобилует мелкими перекатами. Ниже река выходит на Дербекинскую впадину, где ширина долины доходит до 5 км, а уклон уменьшается до 0,3 ‰. Русло здесь сильно меандрирует среди термокарстовых озёр и стариц. В низовье долина сужается до ущелья с почти отвесными стенами. Река идёт одним потоком шириной до 70 м, уклон реки увеличивается до 1,9 ‰.

## Водный режим
Питание реки снеговое и дождевое, доля подземного питания мала. Замерзает в конце сентября. Зимой перемерзает на время от одного до четырёх месяцев. Ледяной покров разрушается в конце мая. Половодье происходит с конца мая до начала июня (в среднем 40 дней), после чего наступают дождевые паводки, продолжающиеся до августа.

## Сток и химический состав
Среднемноголетний расход воды в 126 км от устья в по наблюдениям в середине XX века составлял 20,9 м³/с. Среднемноголетний объём стока в устье реки равен 2,209 км³/год.
По химическому составу вода относится к гидрокарбонатному классу и кальциевой группе. Минерализация воды в период максимального стока не более 50 мг/л. Средняя мутность вод менее 25 г/м³.

## Хозяйственное значение
В бассейне реки велась добыча золота и олова.
Бассейн реки привлекателен для водного туризма, при этом постоянного населения здесь не имеется.

## Притоки
Объекты перечислены по порядку от устья к истоку.
- 6,2 км: Чистый
- 19 км: Звериная
- 21 км: Амбардах
- 28 км: Пионер
- 32 км: река без названия
- 34 км: Тайга
- 39 км: Недеми
- 46 км: река без названия
- 54 км: Отуулаах
- 55 км: Учасын
- 61 км: Укымагаан
- 68 км: Момуйа
- 73 км: Молтыркан
- 83 км: Аллараа-Эмтэ
- 85 км: Ирэкэк
- 85 км: Юёсээ-Эмтэ
- 97 км: Тэнгкэли
- 98 км: Кенде
- 107 км: Некучан
- 110 км: Утиная
- 112 км: Раздольная
- 118 км: Болотная
- 149 км: Тенкели
- 156 км: Бургочан
- 163 км: река без названия
- 178 км: Эгелях
- 184 км: Тоён
- 195 км: река без названия
- 197 км: река без названия
- 206 км: река без названия
- 215 км: река без названия
- 222 км: Сеен
- 232 км: Сан-Юрях
- 236 км: река без названия
- 254 км: река без названия
- 268 км: река без названия
- 272 км: река без названия
- 283 км: Кутёт
- 289 км: Тюнгариня
- 295 км: Соркулдуни
- 318 км: Ароганчан
- 319 км: река без названия
- 328 км: Непкачан
- 332 км: река без названия
- 344 км: Сакун
- 349 км: Омчиканджа
- 361 км: река без названия
- 362 км: Арангасчаан
- 366 км: Бургавчан
- 374 км: река без названия